# Ремонт

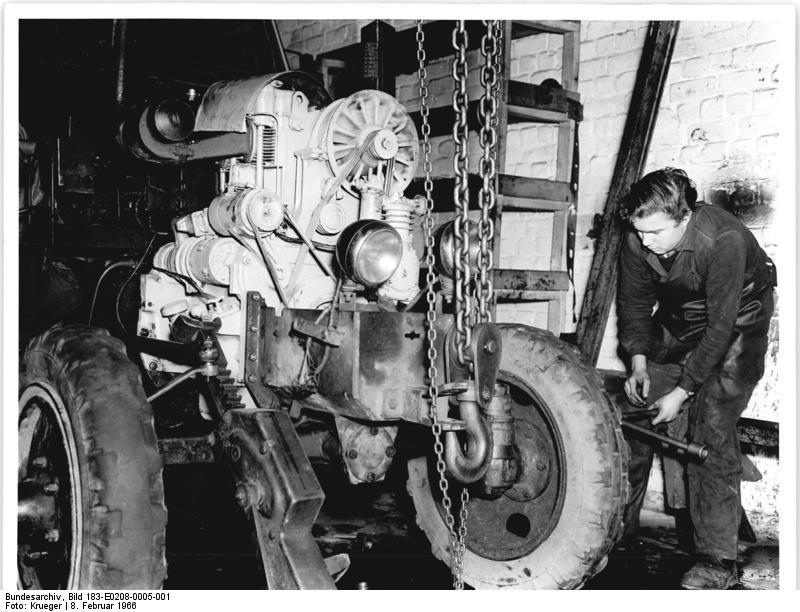
Механічний ремонт.

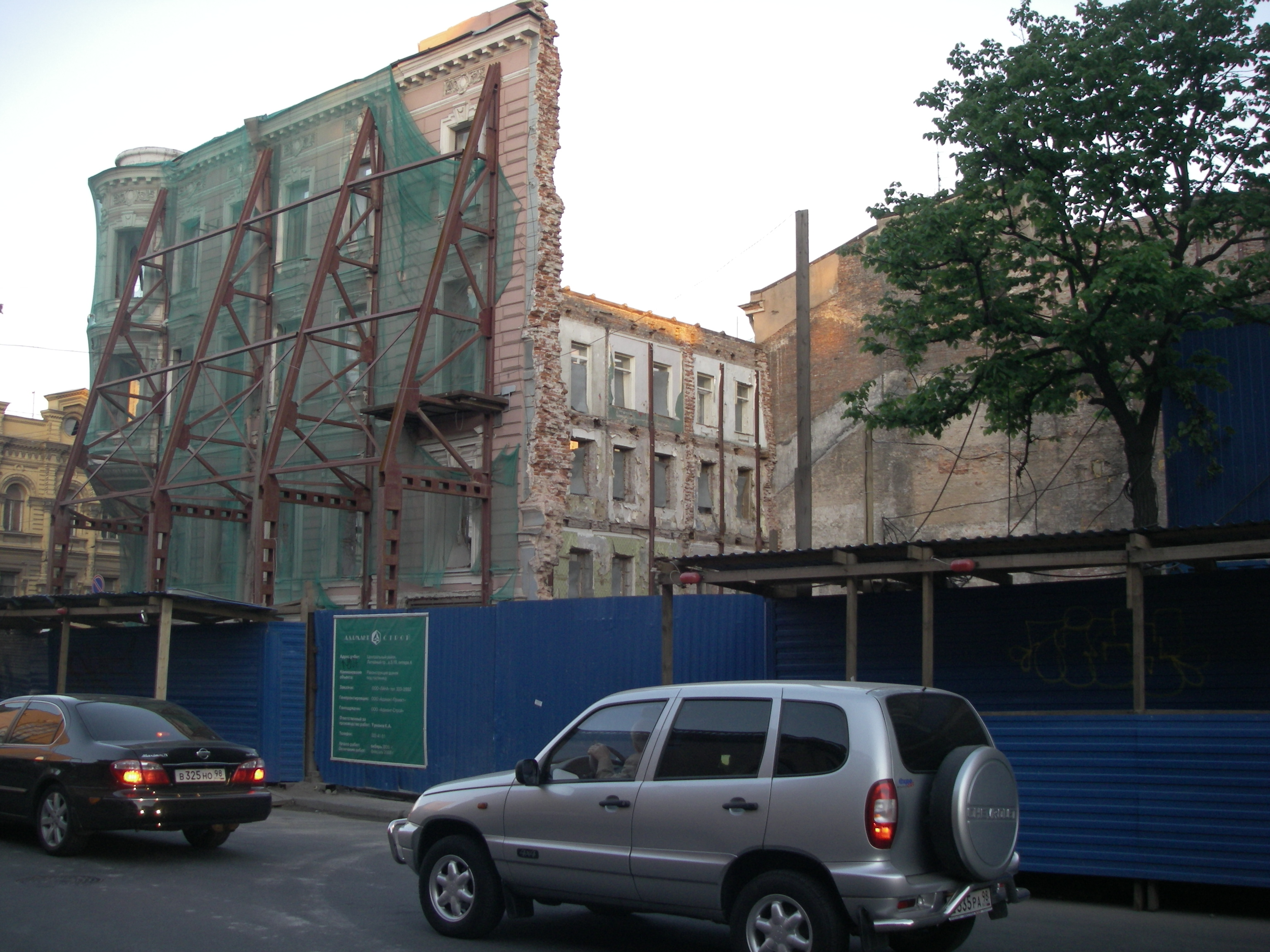
Перебудова будівлі із збереженням культурно значимого фасаду.

Ремонт — процес зміни, відновлення, покращення будь-чого, доведення об'єкта до початкових характеристик (не слід плутати з реставрацією чи реконструкцією).

## Характеристика
- 1) Виправлення пошкоджень, усунення дефектів, поломок, лагодження чогось.

- 2) Комплекс заходів з відновлення справності чи працездатності об'єкта й відновлення ресурсу об'єкта та його складових частин. ДСТУ 2860-94[1].

Ремонт в якійсь мірі усуває фізичний знос і відновлює роботопридатність обладнання. Але з часом подальший ремонт стає економічно недоцільним, бо зношування відбувається настільки інтенсивно, що витрати на ремонт стають рівними або більшими від вартості нового обладнання, тобто деталь, вузол чи обладнання досягнули граничного зносу. Тоді їх необхідно негайно вивести з експлуатації і замінити новими чи відновленими. У техніці і будівництві — підтримання в робочому стані машин, устаткування, будівель, споруд, промислових підприємств та інших об'єктів здійснюється за допомогою системи планово-запобіжного ремонту.
Види робіт, які виконуються під час ремонту, дуже залежать від того, що саме ремонтується — будівля, машина, одяг, абищо.

## Типологія

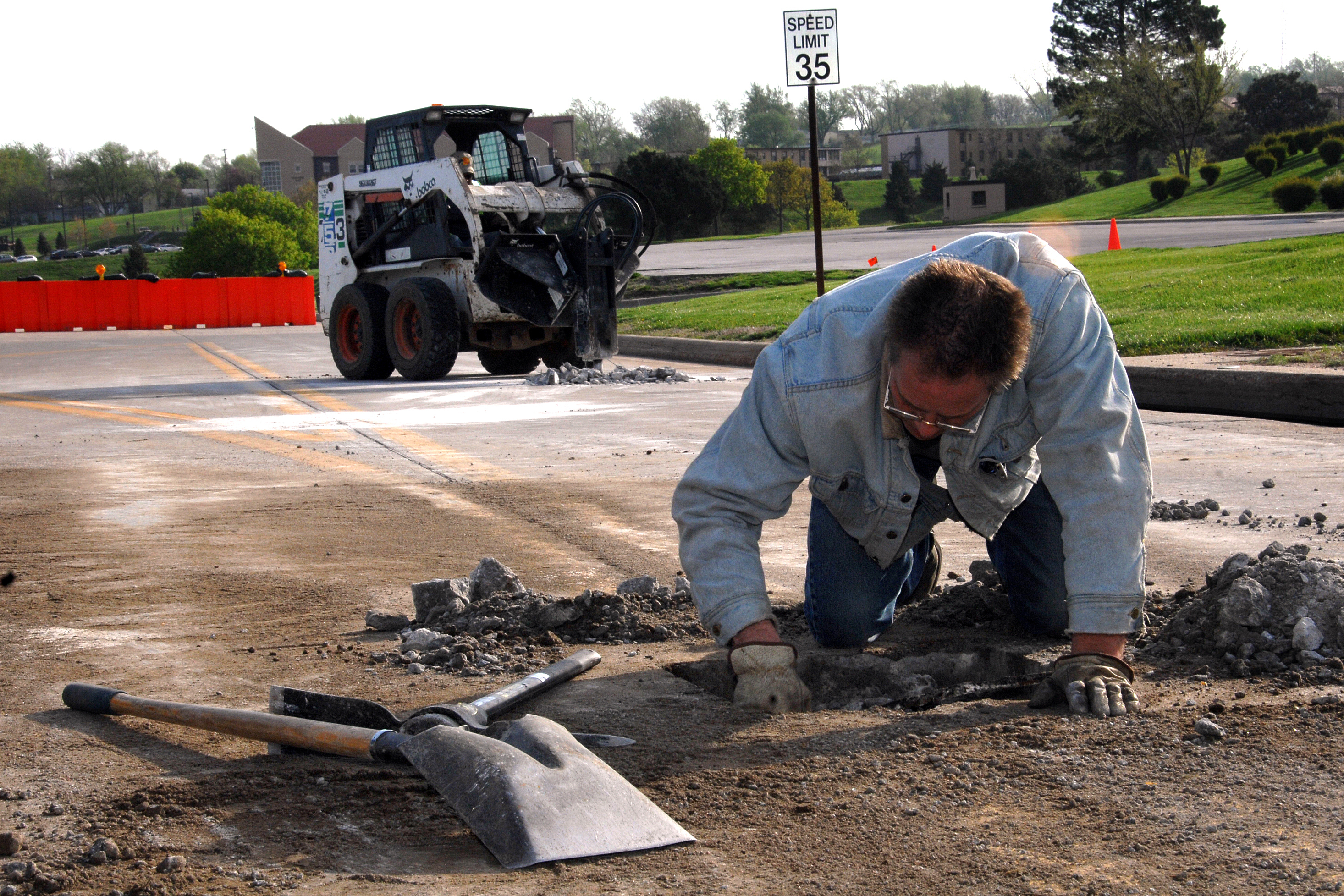
Ремонт дороги.

- Косметичний — незначні зміни. Наприклад, оклеювання шпалер, фарбування віконних рам та ін.
- «Євроремонт» — оздоблення інтер'єру з застосуванням сучасних технологій і матеріалів: пластику, метало-пластику, скла та ін., в західно-європейському стилі.

- Аварійний ремонт
- Капітальний ремонт — значні роботи з покращення стану споруд і будівель.
  - Капітальний ремонт свердловин
  - Капітальний ремонт шахтних стовбурів
- Поточний ремонт
  - Майстер поточного ремонту свердловин
- Планово-запобіжний ремонт
- Середній ремонт
- Вимушений ремонт
- Агрегатний метод ремонту

Поточний ремонт не буває тривалим і часто виконується одночасно з ТО. У його склад входить усунення невеликих несправностей, заміна дрібних, швидко зношуються деталей і вузлів (наприклад, заміна вкладишів підшипників, сальникових ущільнень, усунення підвищених зазорів, кріплення елементів обладнання і тл.).
Середній ремонт на відміну від поточного передбачає заміну основних вузлів і деталей (наприклад, силових і трансмісійних валів, зубчастих коліс, крильчаток відцентрових насосів і т.д.) і виконується, як правило, з повним або частковим розбиранням агрегату.
Капітальний ремонт завжди пов'язаний з повним розбиранням машини і ставить своїм завданням заміну або відновлення до початкового стану всіх зношених вузлів і деталей. Після закінчення ремонту проводяться приймально-здавальні випробування, в тому числі випробування під навантаженням. Нерідко капітальний ремонт поєднують з модернізацією, що дозволяє не тільки повністю відновити ресурс машини, але і перевершити початкові показники.
Період між капітальними ремонтами називають ремонтним циклом. Число і послідовність вхідних в нього ремонтів і оглядів визначають структуру ремонтного циклу, а час між ремонтами - міжремонтний період. Дія деяких видів обладнання структура ремонтного циклу може містити в собі не всі види планових ремонтів.